# Johann Vierdanck
Johann Vierdanck (Dresda, 5 febbraio 1605 – Stralsund, 1º aprile 1649) è stato un violinista e compositore tedesco.

## Biografia
Vierdanck nacque vicino a Dresda. Nel 1615 entrò nella cappella della corte di Dresda, dove divenne allievo di Heinrich Schütz e di William Brade. Le sue opere strumentali furono influenzate dal violinista italiano Carlo Farina, attivo anche nella corte di Dresda.
Dopo aver visitato Copenaghen e Lubecca, Vierdanck occupò la carica di organista a Stralsund dal 1635 fino alla sua morte. Fu sepolto a Stralsund il 1º aprile 1646.
Il gruppo Parnassi Musici registrò molte delle sue opere strumentali, in CD sotto l'etichetta Classic Produktion Osnabrück.

## Composizioni
- Strumentale
  - Erster Theil Newer Pavanen, Gagliarden, Balletten vnd Correnten m. 2 V. u. einem Violon nebenst dem basso continuo (1637, Greifswald)[2]
  - Ander Theil darinnen begriffen etliche Capricci, Canzoni vnd Sonaten mit 2. 3. 4. und 5. Instrumenten ohne und mit dem Basso Continuo (1641, Rostock)[3]
- Musica vocale
  - Erster Theil Geistlichen Concerten für 2 - 4 St. und B.c. (Greifswald, 1641/43)
  - Ander Theil Geistlicher Concerten mit 3. 4. 5. 6. 7. 8. vnd 9. St. nebenst einem gedoppelten B.c. (Rostok, 1643)
  - Cantate: Der Herr hat seinen Engeln befohlen
  - Cantate: Ich freue mich im Herrn  (Greifswald, 1643)
  - Cantate: Stehe auf, meine Freundin
  - 1 Motet for four voices and B.c. (1641)

## Discografia
- Johann Vierdanck. 20 Capricci, Canzoni & Sonatas. Parnassi musici. CPO 2007
- The Trio Sonata in 17th Century-Germany. London Baroque. [therein: Suite A-Dur]. BIS 2008
- Machet die Tore Weit. Innsbrucker Capellknaben, Howard Arman. [therein: Ich verkündige euch große Freude]. Tyrolis 1997
- Die Herrlichkeit der Erden muß Rauch und Asche werden. Musik und Poesie aus der Zeit des 30jährigen Krieges. Musica Fiorita, Daniela Dolci. [therein: Capriccio Nr. 17, Singet dem Herrn]. AM 1997
- Wedding Motets. Weser Renaissance, Manfred Cordes. [therein: Capriccio, Ich freue mich im Herren]. CPO 2006
- His Majestys Sagbutts Grand Tour. His Majestys Sagbutts & Cornetts. [therein: Sonata 28, Sonata 31 ("Als ich einmal Lust bekam"). Hyperion 1996

## Libri
- Weiß, Gerhard: Johann Vierdanck (ca. 1605-1646). Sein Leben und sein Werk. Phil. Diss. Marburg, 1956